# (7044) 1971 UK
1971 يو كي (ويعرف أيضًا باسم (7044) 1971 يو كي وفق تسمية الكوكب الصغير) (بالإنجليزية: 1971 UK)‏ هو كويكب ضمن حزام الكويكبات؛ وترتيبه 7044 من حيث الاكتشاف.
اكتُشف هذا الجُرم الفلكي بواسطة لوبوش كوهوتك في 26 أكتوبر 1971.

## وصلات خارجية
- (7044) 1971 UK في قاعدة بيانات مختبر الدفع النفاث لأجرام النظام الشمسي الصغيرة

- الاكتشاف · مخطط المدار ·  العناصر المدارية · المعلمات المادية

- (7044) 1971 UK على موقع ويكي سكاي: DSS2, SDSS, GALEX, IRAS, Hydrogen α, X-Ray, Astrophoto, Sky Map, Articles and images